# 홍종인
홍종인(洪鍾仁, 1904년 1월 14일(음력 1903년 11월 27일) ~ 1998년 6월 10일)은 일제강점기와 대한민국의 언론인이다.

## 약력
평양 출신. 평양고등보통학교 재학 중 3.1 독립운동시 동맹휴학 사건에도 연루돼 퇴학당함. 같은해 가을 정주 오산학교에 편입학해 1921년 졸업. 1925년 시대일보 평양 지국 기자로 언론계에 입문. 1928년 중외일보로 옮겼다가 1929년 조선일보로 옮김. 사회부에서 명성을 날림. 조선일보 사회부장, 체육부장을 지냄. 1940년 조선일보 폐간후 조선총독부 기관지인 매일신문의 사회부장, 정치부장, 체육부장을 지냈다. 1945년 조선일보 복간에 참여해 사회부장, 정경부장, 편집부국장을 겸임함. 1946년 이후 편집국장, 주필, 부사장을 역임.  1958년 조선일보 회장.

## 학력
- 평안남도 평양고등보통학교 수료 (1957년 대한민국 평양고보 동문회에서 평양고보 명예 졸업장 수여)
- 평안북도 정주 오산고등보통학교 졸업

## 업적
총 4차례에 걸친 한국산악회의 독도 답사와 파랑도 답사를 이끌었다. 한국산악회 회장을 역임하며 산악회 발전에도 기여했다. 1974년 조선투위 사건 때에는 한국편집인협회가 침묵을 지키자 기자협회보에 기고해 "왜 편협은 말이 없느냐"고 비판했다. 이후 편협은 1975년 1월15일에야 기자들의 10.24 자유언론실천운동의 정당성을 인정하는 성명을 냈다.

## 비판
1944년 학병 입영에 대해 "조선 사람에게 역사에 없었던 감격을 일으킨 것이다. 살아 돌아온 병정들이 돌미륵같이 미더운 존재가 될 그때야말로 내선일체의 실을 훨씬 올리고 동아의 지도자 된 광영이 비로소 나타날 것이다"라고 서술했다. 하지만 이에 대해 일제 강점기 시대 소극적인 협력을 적극적인 친일과 혼동해서는 안된다는 반박도 있다. 일제 강점기의 친일 행적으로 인해 민족문제연구소가 발간한 친일인명사전에 수록되었다.